# 合江银叶杜鹃
合江银叶杜鹃（学名：Rhododendron insigne var. hejiangense）为杜鹃花科杜鹃花属下的一个变种。

## 扩展阅读
- 維基物種上的相關：合江银叶杜鹃